# Thlypopsis pectoralis
Thlypopsis pectoralis е вид птица от семейство Тангарови (Thraupidae).

## Разпространение
Видът е разпространен в Перу.